# بزلكاتة
بَزِلِكَاتة أو بَزليكاتة أو بَزِلكاتا أو (نقحرة: بازيليكاتا) (بالإيطالية: Basilicata)‏ أو لُكانِية أو (نقحرة: لوكانيا) (بالإيطالية: Lucania)‏ هو إقليم في جنوب إيطاليا. يحده من الغرب إقليم كمبانية وبولية إلى الشمال والشرق قلورية من الجنوب، ويمتلك ساحلًا قصيرًا في الجنوب الغربي على بحر طرانة بين كمبانية في الشمال الغربي وقلورية في الجنوب الغربي، وساحلًا أطول إلى الجنوب الشرقي على خليج طارنت في البحر الأيوني بين قلورية في الجنوب الغربي وبولية في الشمال الشرقي. يمكن اعتبار المنطقة «مشط القدم» في إيطاليا حيث كالابريا «أصابع القدمين» وبوليا «الكعب». تبلغ مساحة المنطقة 9,992 كيلومتر مربع وبلغ تعداد سكانها في 2008 أقل من 600,000 نسمة. العاصمة الإقليمية هي بتنسة. تنقسم المنطقة إلى مقاطعتين هما بتنسة ومتيرة.

## التاريخ

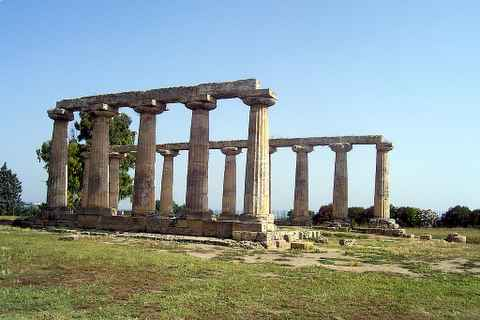
معبد هيرا في ميتابونتو.

عرفت المنطقة أساسًا باسم لُكانية حيث حملت اسم قبيلة لوكاني الذين كانوا أول المستوطنين المعروفين. اشتق اسمهم من لوكوس والتي تعني غابات باللاتينية. سكن المنطقة أيضًا قبائل سامنية قبل غزو الإغريق في القرن السابع قبل الميلاد. أنشأ الإغريق مستوطنات في سيريس وميتابونتو حيث ضموا المنطقة لماجنا غراسيا. كما أنهم أدخلوا الزراعة الأساسية وبدؤوا التجارة.
دخل الرومان لوكانيا ضمن عملية توسيع إمبراطوريتهم وبحلول القرن الثاني قبل الميلاد خضعت المنطقة للحكم الروماني. كان الرومان أول من استغل الغابات الهائلة في المنطقة وهي عملية استمرت لقرون واستنفدت هذه الموارد الطبيعية تقريبًا.
خلف البيزنطيون الرومان ويعود لهم فضل تسمية المنطقة بَزِلِكَاتة (من بازيليكوس «إمبراطوري»).
في القرون التالية، غزا النورمان والسوابيون أيضًا بَزِلِكَاتة. بينما أدت لاحقًا هيمنة الأنجوفيين في القرن الثالث عشر إلى إنشاء نظام إقطاعي أعاق أي أمل في الانتعاش الاقتصادي للمنطقة التي ظلت في حالة من الفقر المدقع.

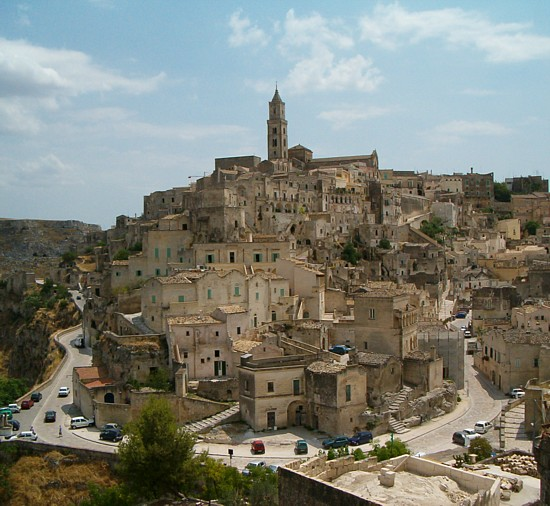
ساسي دي ماتيرا.

بعد قرن من الزمان أو نحو ذلك من خضوعها لسيطرة مملكة الصقليتين، أعلنت بَزِلِكَاتة استقلالها وانضمامها إلى مملكة إيطاليا يوم 18 أغسطس 1860 من خلال تمرد بتنسة. كان خلال هذه الفترة أن صادرت الدولة وباعت مساحات شاسعة من أراضي بَزِلِكَاتة التي ملكتها الكنيسة سابقًا. بما أن ملاك تلك الأراضي كانوا حفنة من العائلات الأرستقراطية الغنية، فإن المواطن العادي لم ير أي تحسينات فورية اقتصادية أو اجتماعية بعد الوحدة واستمر الفقر بلا هوادة. أدى هذا إلى ظاهرة لصوصية شجعت فيها الكنيسة السكان المحليين على الانتفاض ضد طبقة النبلاء والدولة الإيطالية الجديدة. استمرت هذه الحركة المعارضة قوية لسنوات عديدة.
لم يكن حقًا إلا بعد الحرب العالمية الثانية أن بدأت الأمور بالتحسن ببطء بفضل إصلاح الأراضي. في عام 1952، أعيد توطين سكان ساسي دي ماتيرا من قبل الدولة، لكن العديد من سكان بَزِلِكَاتة هاجروا أو كانوا في عملية الهجرة، مما أدى إلى أزمة سكانية لا يزال الإقليم يتعافى منها.
في بداية 1994، أعلنت منظمة اليونسكو ساسي دي ماتيرا من مواقع التراث العالمي. وفي الوقت نفسه، أنشأت شركة فيات الإيطالية لصناعة السيارات مصنعًا ضخمًا في ملفي، مما أدى إلى الوظائف وطفرة في الاقتصاد. في نفس العام تم إنشاء حديقة بولينو الوطنية.

## الجغرافيا

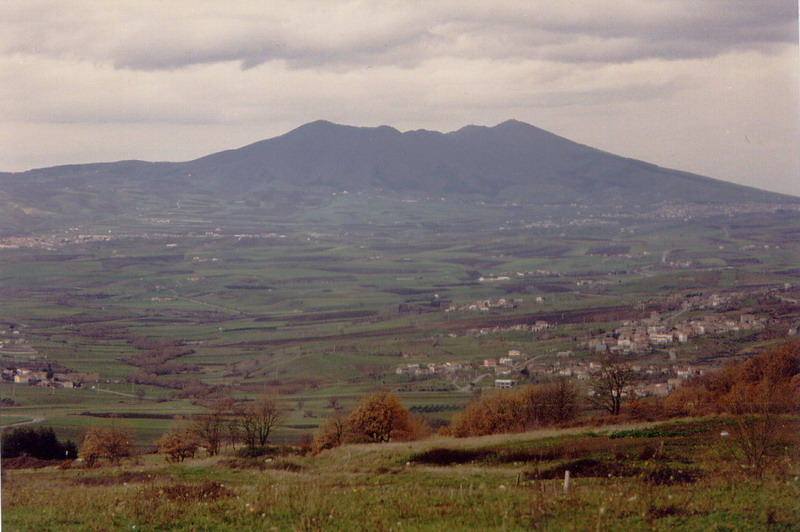
مشهد لمونتي فولتوري.

تمتد بَزِلِكَاتة على منطقة واسعة من جنوب الأبينيني بين أوفانتو في الشمال وكتلة مونتي بولينو في الجنوب. يحدها من الشرق جزء كبير من وادي نهر برادانو الذي تجتازه العديد من الجداول وينحدر إلى السهول الساحلية على البحر الأيوني. يمتلك الإقليم شريطًا ساحليًا قصيرًا على الجانب بحر طرانة من شبه الجزيرة.
بَزِلِكَاتة هي أكثر المناطق جبلية في جنوب إيطاليا، حيث 47% من مساحتها التي تبلغ 9992 كم2 تغطيها الجبال و 45% تلال و 8% من السهول.
تشمل الملامح الجيولوجية للمنطقة مونتي فولتوري البركاني والفوالق الزلزالية في منطقتي ملفي وبتنسة في الشمال وحول مونتي بولينو في الجنوب. دمّر جزء كبير من المنطقة في زلزال 1857. كما توجد أيضًا مشكلة في الانهيارات الأرضية التي لا يسببها فقط قوام الهياكل الصخرية وتشوهها التكتونية الفوضوي، ولكن أيضًا بسبب غياب الغطاء الحرجي.
يتأثر المناخ المتغير بثلاثة سواحل (البحر الأدرياتيكي والبحر الأيوني وبحر طرانة) وتعقيد الملامح الجغرافية في المنطقة. المناخ قاري في الجبال ومناخ البحر الأبيض المتوسط على طول السواحل.

## الاقتصاد

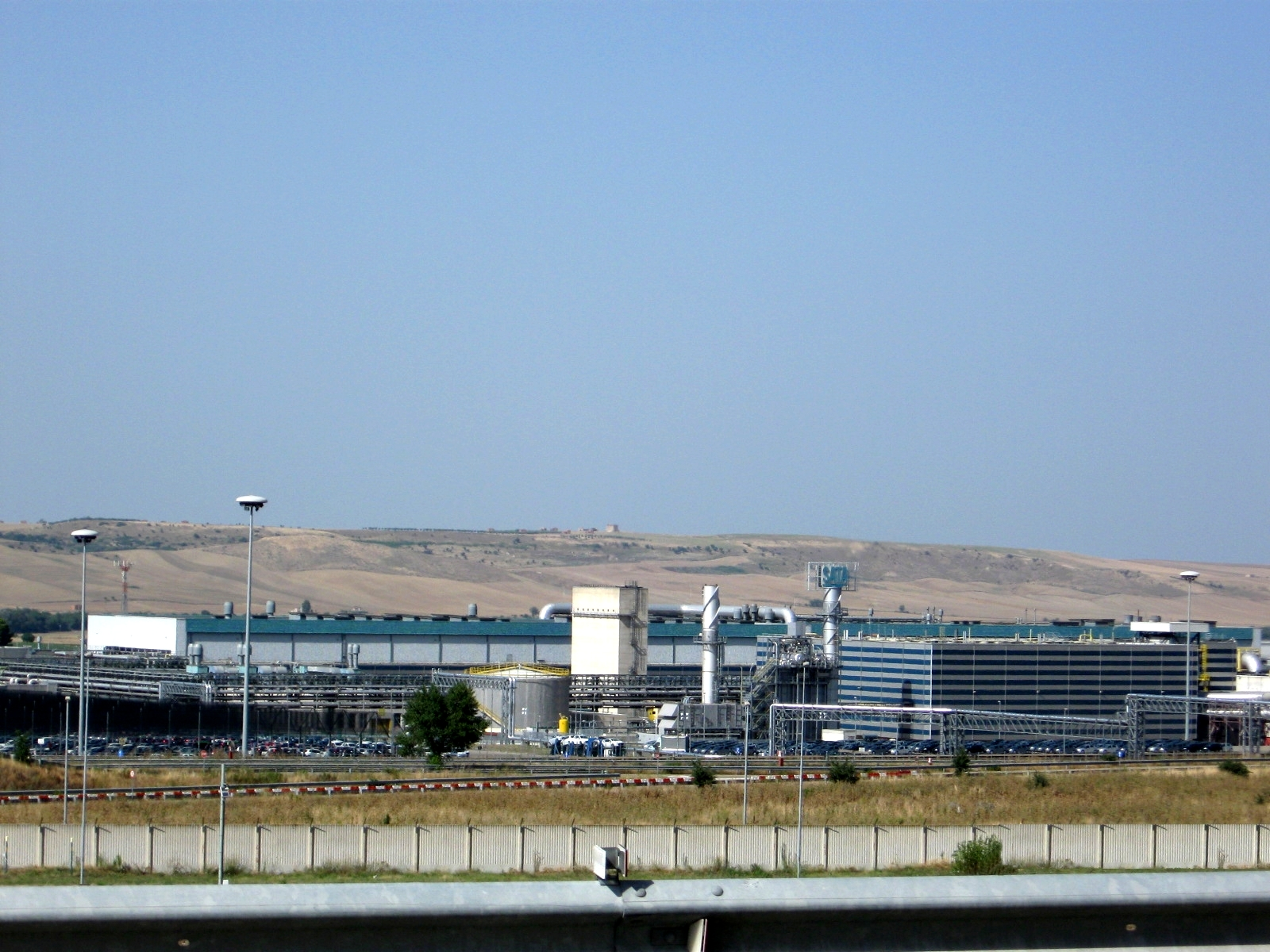
مصنع فيات في ملفي.

تشمل الزراعة أساسًا زراعة القمح وأمثالها التي تمثل 46% من مجموع الأراضي. يتم إنتاج البطاطا والذرة في المناطق الجبلية. كما تزرع الكروع والزيتون. ينتج نبيذ ذو جودة يسمى أليانيكو ديل فولتوري حول ريونيرو. وفقا لآخر تعداد زراعي، هناك قطعان كبيرة من الماشية (77,711 رأسًا في عام 2000).
من بين الأنشطة الصناعية، يساهم قطاع الصناعات التحويلية في القيمة الإجمالية المضافة من خلال القطاع الثانوي بنسبة 64% من المجموع بينما يساهم قطاع البناء بنحو 24%. ضمن قطاع الخدمات، الأنشطة الرئيسية التي تساهم القيمة المضافة هي أنشطة الأعمال التجارية وتجارة التوزيع والتعليم والإدارة العامة. في السنوات الأخيرة، تطورت قطاعات إنتاجية جديدة: الصناعة والسيارات وخاصة استخراج النفط حيث وظفت شركة إني في عام 2009 نحو 230 شخصًا (أكثر من 50% من بَزِلِكَاتة) وحوالي 1800 عملوا في أنشطة ترتبط مباشرة بعمليات إني، موزعة على 80 شركة منها أكثر من 50% في بَزِلِكَاتة؛  تنتج المنطقة حوالي 100,000 برميل في يوم وتساهم في 11% من الطلب المحلي للنفط في إيطاليا.

## الديموغرافيا
على الرغم من أن بَزِلِكَاتة لم يكن لها قط عدد كبير من السكان، فقد مرت المنطقة بتقلبات كبيرة جدًا في نمطها الديموغرافي. في 1881، كان هناك 539,258 نسمة في الإقليم ولكن في عام 1911 انخفض عدد السكان بنسبة 11% ليصل إلى 485,911 وذلك أساسًا نتيجة للهجرة إلى الخارج. كانت هناك زيادة بطيئة في السكان حتى الحرب العالمية الثانية، بعد ذلك تنشطت الهجرة إلى بلدان أخرى في أوروبا والتي استمرت حتى عام 1971 وتلتها بداية فترة أخرى من الزيادة المطردة حتى عام 1993 (611,000 نسمة). في السنوات الأخيرة انخفض عدد السكان نتيجة للهجرة وانخفاض في معدل المواليد.
الكثافة السكانية منخفضة جدًا بالمقارنة مع الكثافة الكلية في البلاد: حيث أنها 59.1 نسمة لكل كم2 مقارنة بنحو 200.4 لكل كم2 في عام 2010. ليس هناك فرق كبير بين الكثافة السكانية في مقاطعتي ماتيرا وبتنسة.

## الحكومة والإدارة

بَزِلِكَاتة ومقاطعتاه

| المقاطعة     | المساحة (كم²) | تعداد السكان | الكثافة (كم²) |
| ------------ | ------------- | ------------ | ------------- |
| مقاطعة متيرة | 3,447         | 203,837      | 59.1          |
| مقاطعة بتنسة | 6,545         | 387,107      | 59.1          |

## صور

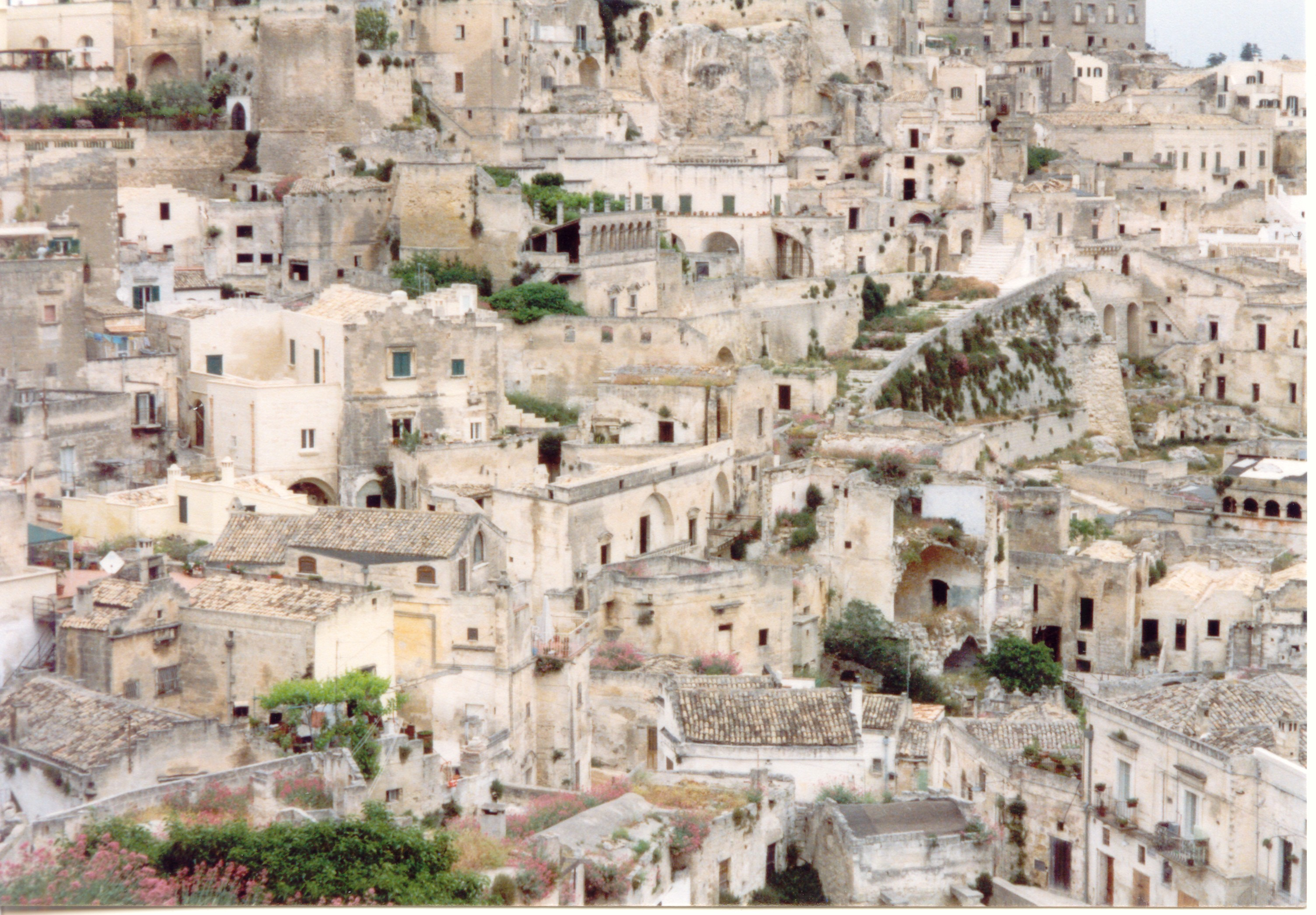
متيرة
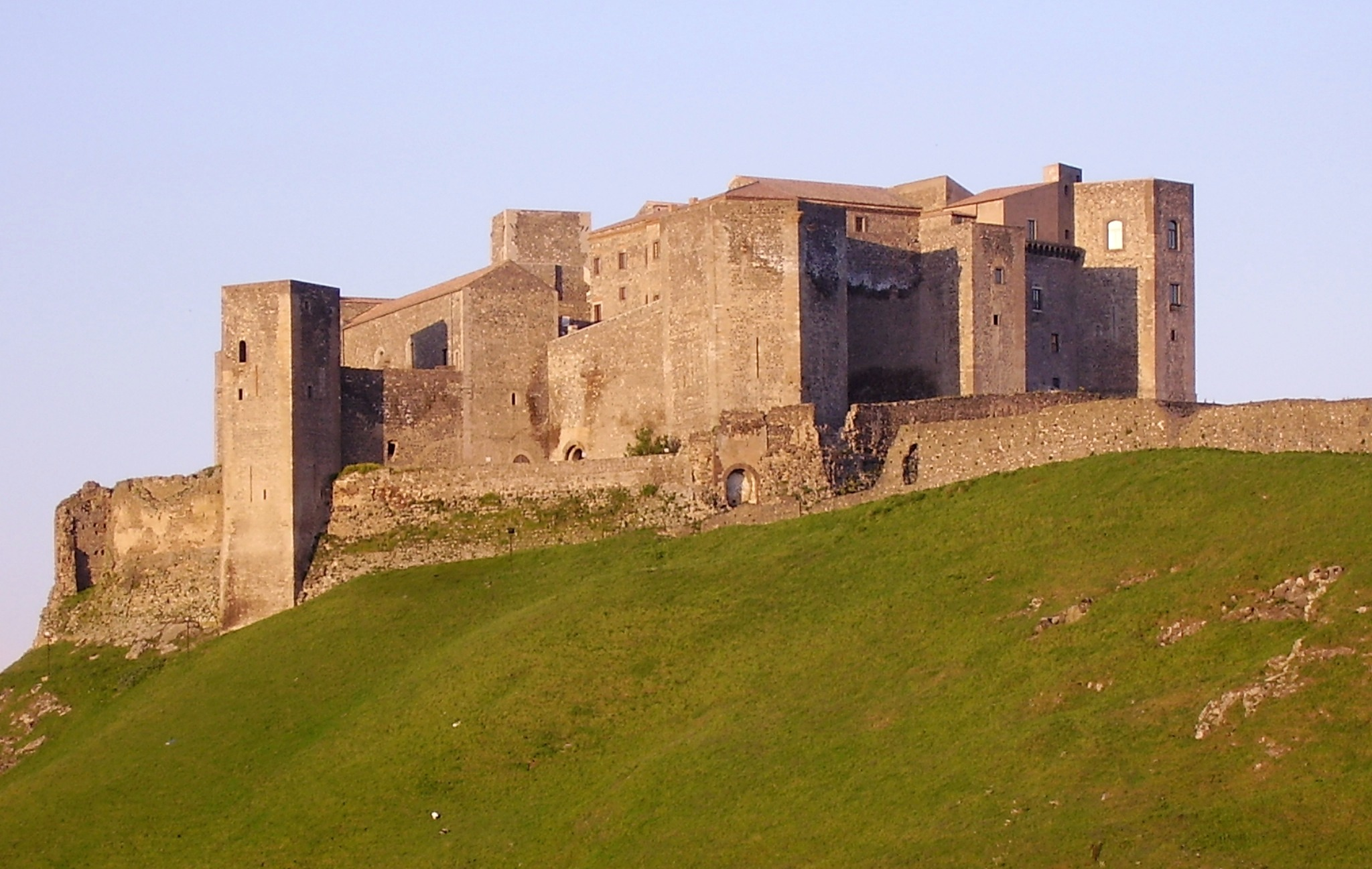
كاستيلو دي ميلفو
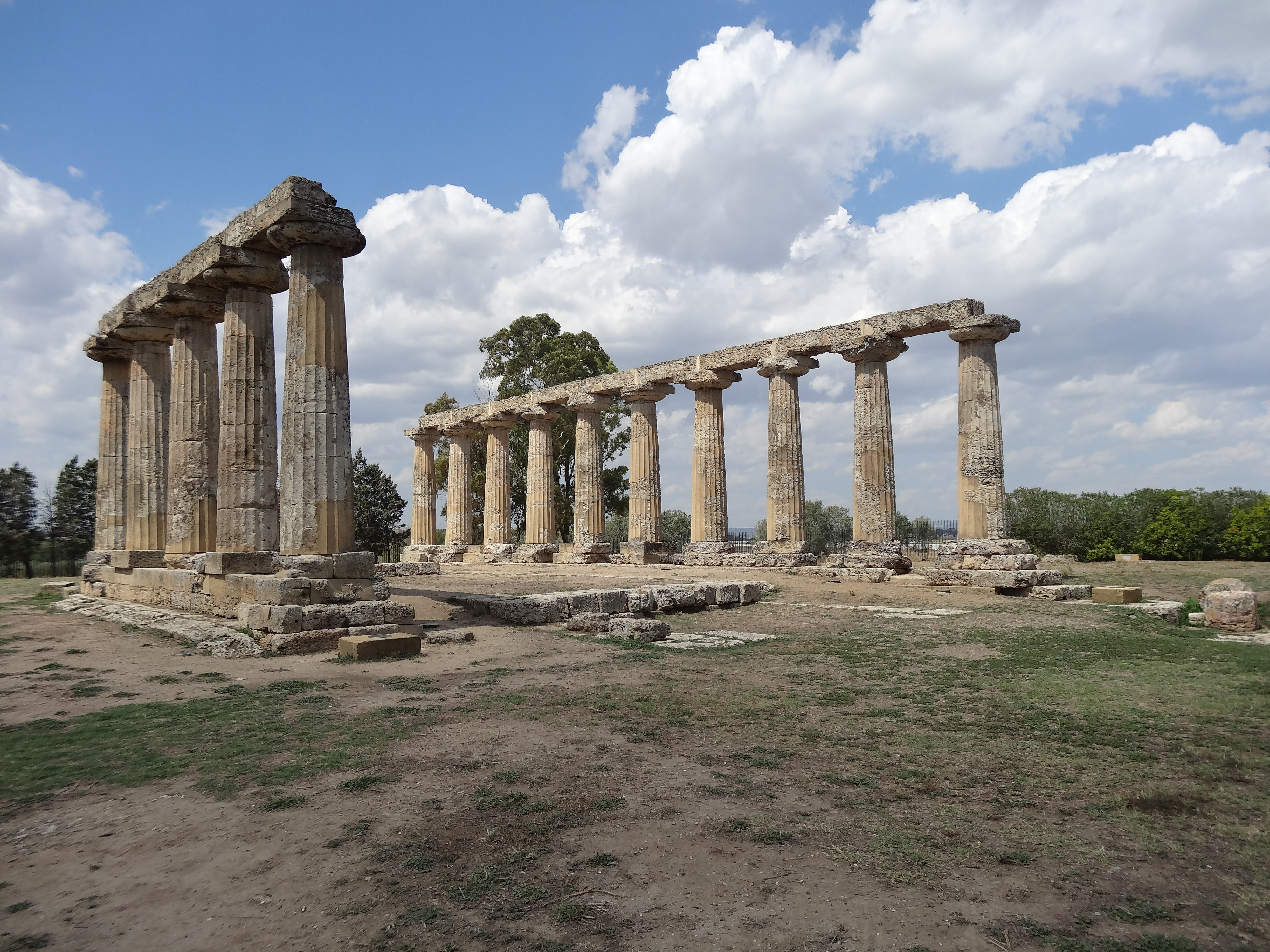
ميتابونتو
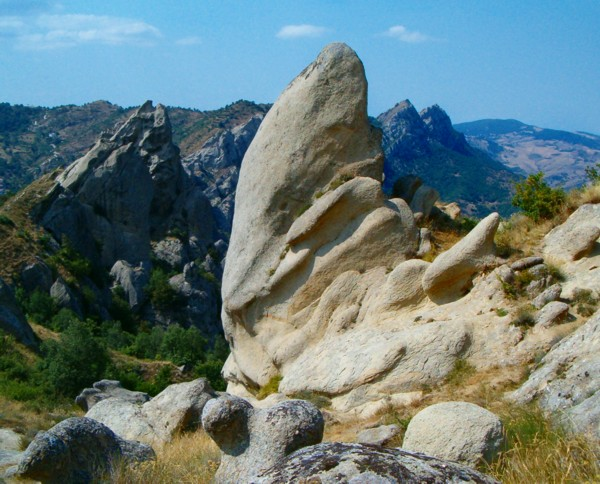
دولوميتي لوكاني
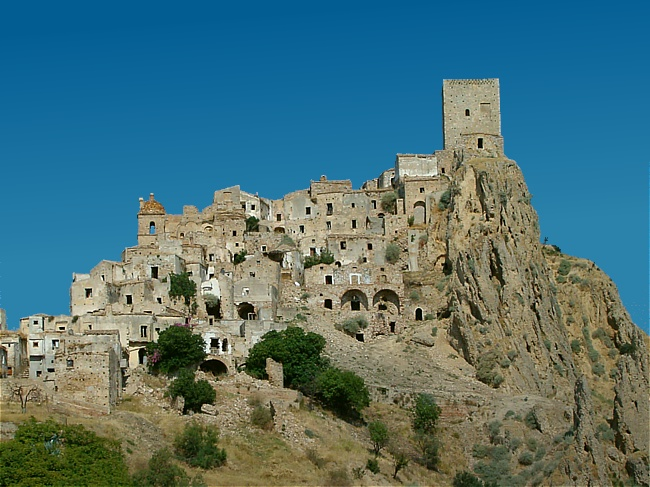
كراكو
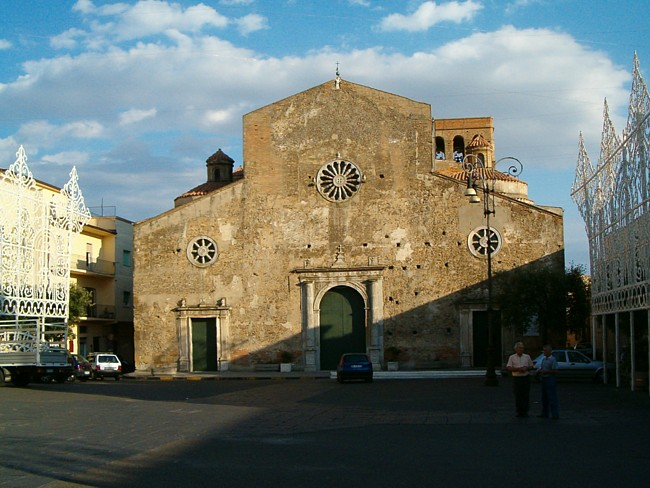
فيراندينا
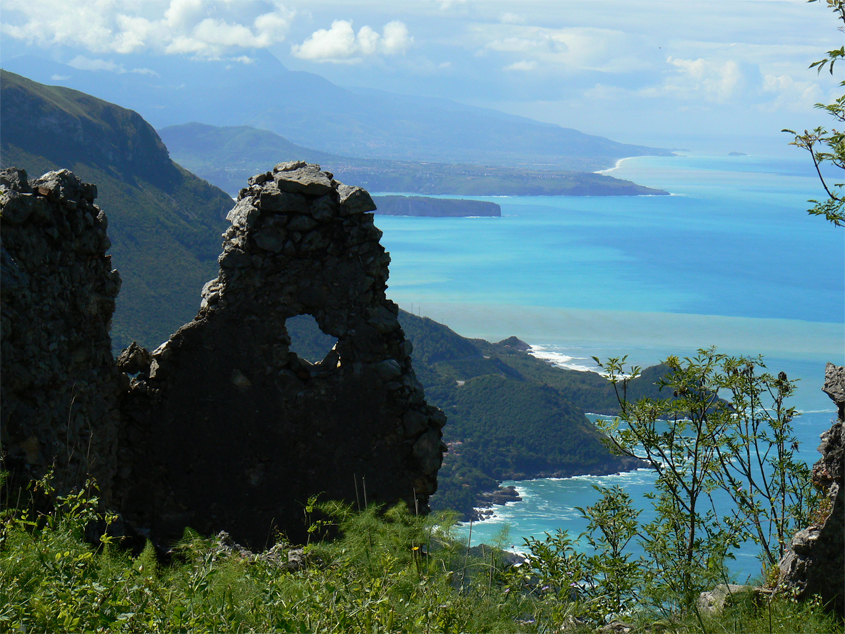
ماراتيا
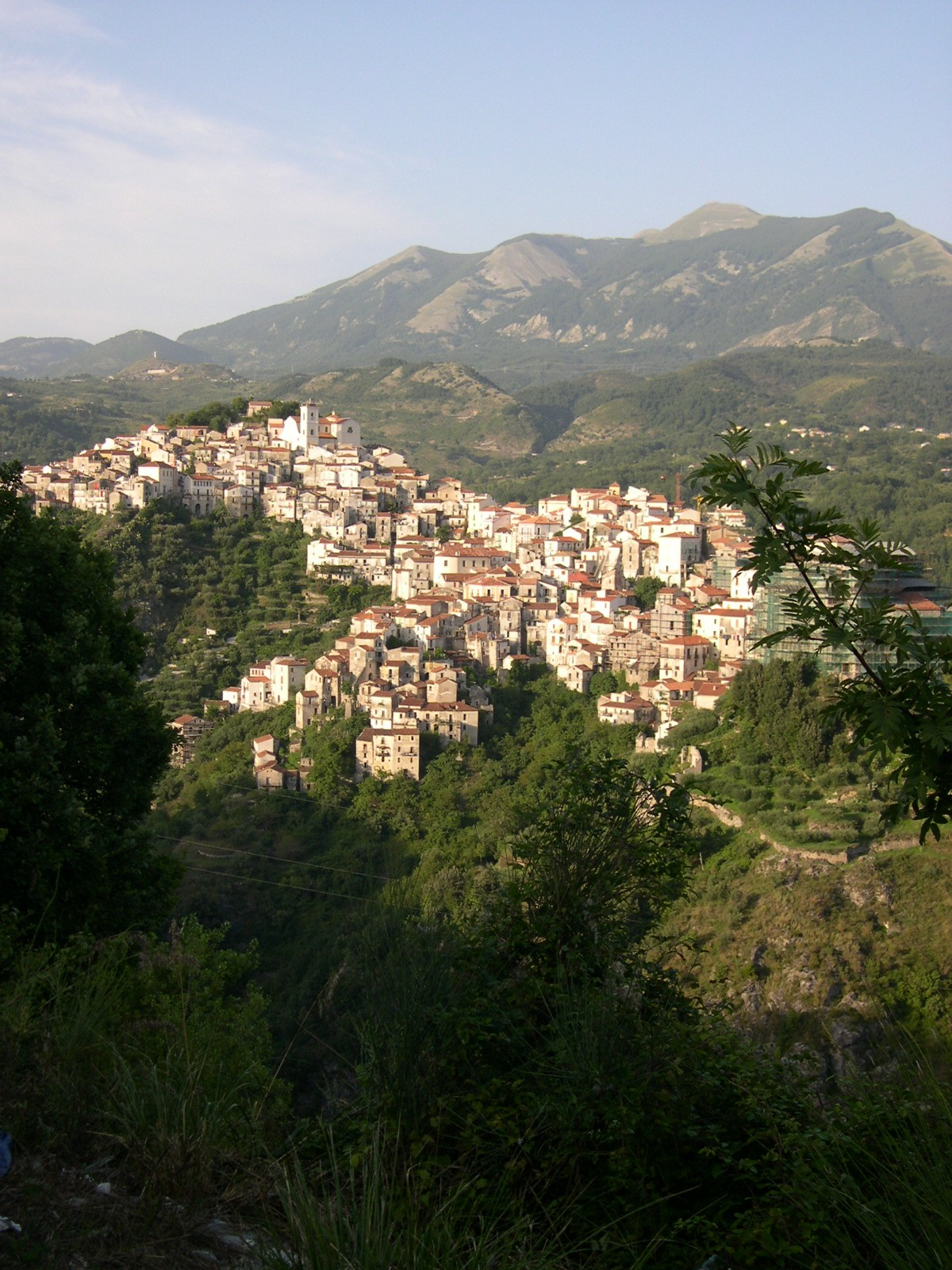
ريفيلو

## وصلات خارجية
- الموقع الرسمي
- خريطة بَزِلِكَاتة نسخة محفوظة 4 ديسمبر 2005 على موقع واي باك مشين.
- المشهد البري في بَزِلِكَاتة نسخة محفوظة 25 فبراير 2012 على موقع واي باك مشين.
- بَزِلِكَاتة أوتنتيكا
- مكتب السياحة في بَزِلِكَاتة
- جولة في ساسي دي ماتيرا.
- منتجات بَزِلِكَاتة التقليدية